# Heinkel He 70
Heinkel He 70 Blitz byl německý jednoplošný jednomotorový dopravní letoun a letoun pro přepravu pošty z počátku 30. let 20. století. Rovněž byl používán jako spojovací, bombardovací a průzkumný německým vojenským letectvem.

## Vývoj
Inspirována typem Lockheed L-9 Orion, projevila německá Lufthansa v únoru 1932 zájem o rychlý dopravní letoun. První konstrukcí Heinkelu, vyvíjenou na základě tohoto požadavku Lufthansy, byl neúspěšný typ He 65 s pevným podvozkem. Dne 19. května 1932 byla zahájena stavba prototypu He 70 V1. Ten měl koncepci jednomotorového dolnoplošníku s eliptickým křídlem, měl zatím pevný kapotovaný podvozek a poháněl ho řadový motor BMW VI 6,0z o výkonu 463 kW chlazený glykolem. Práce na typu vedli bratři Walter Günter a Siegfried Günter. Prototyp poprvé vzlétl v prosinci 1932 v den 10. výročí vzniku společnosti Heinkel, přičemž ho pilotoval Flugkapitän Werner Junck.
Druhý prototyp He 70 V2 (Werk-Nr.403) s imatrikulací D-3 byl zalétán v únoru 1933 již se zatahovacím podvozkem. Letoun dosahoval rychlosti až 377 km/h, takže byl výkonnější než tehdejší stíhací letouny. V listopadu 1933 byl letoun představen na pařížském aerosalónu.
Další vyrobené stroje He 70b (D-3114) a He 70c byly zakrátko předány Lufthanse. He 70b zde obdržel civilní označení D-UBAF a název „Sperber“, He 70c (D-UHYS) se vrátil k mateřské firmě, kde bylo za kokpit instalováno střeliště s pohyblivým kulometem. Podobně byl upraven i He 70d (D-UKOL).
Mezitím byly vyprodukovány tři předsériové He 70 D-0 (D-UBIN „Falke“, D-UDAS „Habicht“ a D-UDOR „Schwalbe“).
V polovině roku 1934 byly zalétány prototypy čistě vojenské verze He 70e (lehký bombardér) a He 70f (průzkumný a bombardovací). Bombardovací prototyp He 70e měl dvoumístnou posádku, přičemž střelec mohl letoun bránit pohyblivým kulometem MG 15 ráže 7,92 mm. Letoun unesl 300 kg pum. Obě varianty byly od podzimu 1934 sériově vyráběny pod označením He 70 E-1 a He 70 F-1, F-2 a F-3, které byly třímístné.
Další verzí byla He 70 G-1, kterou v počtu devět exemplářů v roce 1935 převzala Lufthansa (D-UJUZ „Bussard“, D-UPYT „Adler“, D-UBOX „Geier“, D-UNEH „Condor“, D-UQIP „Rabe“, D-USAZ „Buntspecht“, D-UXUV „Drossel“, D-UMIM „Albatros“ a D-UKEK „Amsel“) s pohonnou jednotkou BMW VI 7,3z.
Zájem o typ projevilo také Maďarsko, kam byl odeslán jeden předváděcí He 70 F (D-UMAL). Poté byl do jednoho He 70 F-3 instalován francouzský hvězdicový motor Gnome-Rhône 14K Mistral Major, který byl v Maďarsku licenčně vyráběn. Takto modifikovaný letoun obdržel označení He 170 V1 (D-OASA). Na základě jeho testů vznikla verze He 170 A s prodlouženou přídí trupu mezi kabinou a motorem, který byl opatřen třílistou vrtulí Hamilton Standard. V období mezi zářím 1937 a únorem 1938 převzalo Maďarsko 8 těchto letounů pod označením He 70 K.
Do jednoho stroje He 70 F pozdější varianty byla v rámci modernizace zabudována pohonná jednotka Daimler-Benz DB 601 A o vzletovém výkonu 864 kW. Další modifikace spočívala v odstranění okének v trupu a posílení hlavňové výzbroje o jeden kulomet MG 17 ráže 7,92 mm střílející dopředu. Takto modifikovaný letoun He 270 V1 (D-OEHF), zalétaný na jaře 1938, zůstal pouze ve fázi prototypu.

## Provoz

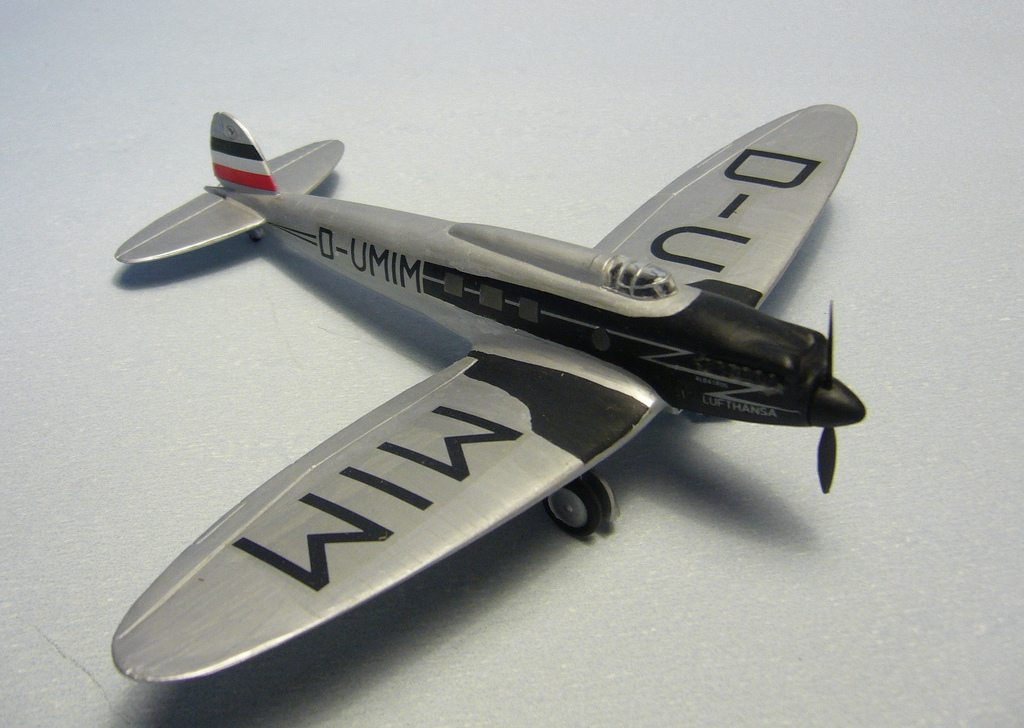
Model stroje Heinkel He 70 G-1 (D-UMIM „Albatros“)

Lufthansa začala s provozem typu He 70 D-0 15. června 1934 na linkách z Berlína do Lipska, Frankfurtu nad Mohanem, Kolína nad Rýnem a Hamburku. Civilní stroje nesly 4 cestující či odpovídající náklad. Verze He 70 D-0 měly výkonnější motor BMW VI 7,3 o výkonu 551 kW. Z celkem 12 strojů He 70 D objednaných Lufthansou, převzala devět Luftwaffe pod označením He 70 D-1 jako kurýrní letouny.
Německá Legie Condor používala u průzkumné jednotky A/88 ve Španělsku 18 strojů He 70 F-2. Na jaře 1937 byly He 70 F jednotky Aufkl.Gr.(F)/122 nahrazeny stroji Dornier Do 17 F-1. Dvanáct vyřazených He 70 F-2 bylo exportováno do Španělska, kde z nich byla vytvořena jednotka Grupo 7-G-14 se sídlem na letišti ve Victorii. Tyto stroje operovaly nad Bilbaem a následně se zúčastnily bitvy u Brunete. Jedenáct přeživších strojů pak sloužilo ve frankistickém letectvu do začátku 50. let.
V roce 1937 se v pěti průzkumných jednotkách Luftwaffe Aufkl.Gr.(F)/121 v Neuhausenu, /123 v Grossenhainu, /124 v Kasselu, /125 ve Würzburgu a /127 v Goslaru nacházela vždy jedna letka He 70 F. Ještě 19. září 1938 se v Luftwaffe nacházelo 73 kusů He 70 F, z nichž bylo 49 bojeschopných. Zanedlouho však byly přeřazeny do leteckých škol, např. A/B 23 v Richenbachu a A/B 116 v Göppingenu.
Maďarské letectvo zařadilo své He 70 K do 1. samostatné strategické průzkumné jednotky, jejíž dvě letky byly dislokovány v Mátyásföldu. Koncem roku 1938 se jednotka přemístila do Kecskemétu, odkud podnikala první bojové akce při obsazování Podkarpatské Rusi Maďarskem v roce 1939. Během maďarsko-rumunského konfliktu o Transylvánii v létě 1940 prováděly He 70 K průzkumné lety v pohraničí obou států. V dubnu 1941 se zúčastnily bojů v jugoslávském pohraničí a od 26. června 1941 zahájily činnost na východní frontě.

## Specifikace (He 70 F-2)

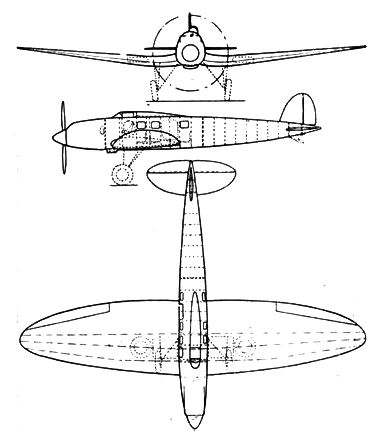
Heinkel He 70

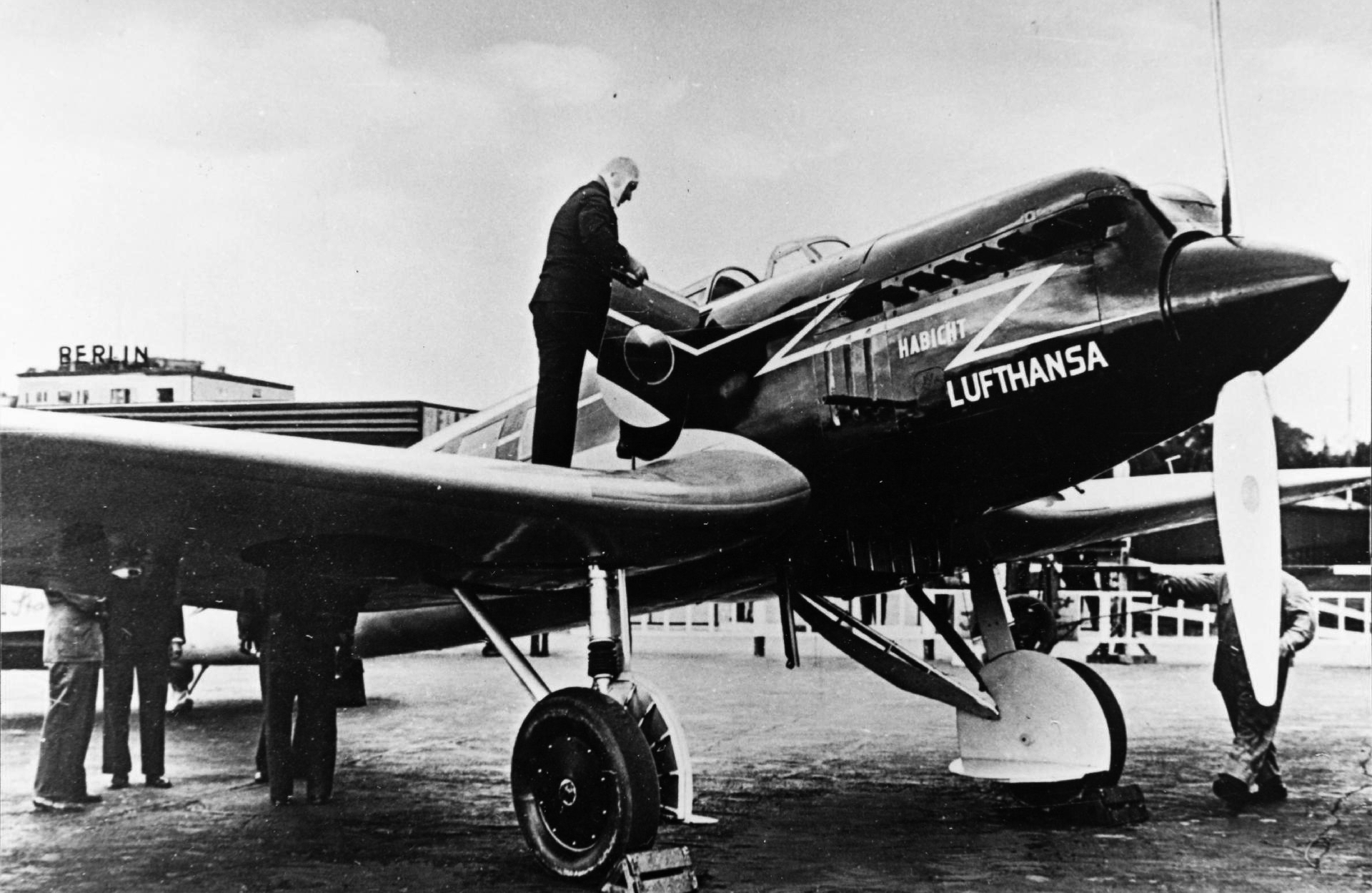
Heinkel He 70 D-0 (D-UDAS, „Habicht“)

Údaje podle

### Technické údaje
- Osádka: 3
- Rozpětí: 14,80 m
- Délka: 11,70 m
- Výška: 3,10 m
- Hmotnost prázdného letounu: 2300 kg
- Max. vzletová hmotnost: 3420 kg
- Pohonná jednotka: 1 × vidlicový dvanáctiválec BMW VI 7,3Z
  - Vzletový výkon motoru: 551 kW

### Výkony
- Maximální rychlost ve výšce 0 m: 327 km/h
- Maximální rychlost ve výšce 1000 m: 360 km/h
- Maximální rychlost ve výšce 2000 m: 350 km/h
- Cestovní rychlost ve výšce 1000 m: 335 km/h
- Doba výstupu do 1000 m: 2,5 min
- Doba výstupu do výšky 4000 m: 15 min
- Praktický dostup: 5450 m
- Maximální dolet: 1400 km

### Výzbroj
- 1× pohyblivý kulomet MG 15 ráže 7,92 mm
- až 300 kg pum (obvykle 6× 50 kg)